# جنگ صلیبی هفتم
جنگ صلیبی هفتم (انگلیسی: Seventh Crusade) یا هفتمین جنگ صلیبی تلاشی جهت تصرف مجدد اورشلیم به رهبری لوئی نهم، پادشاه فرانسه در سال ۱۲۴۸ میلادی آغاز شد و عمده نبردهای آن در مصر واقع شد. این جنگ تا سال ۱۲۵۴ به طول انجامید و با ناکامی برای صلیبیون به پایان رسید.
اورشلیم پس از جنگ صلیبی ششم و بارونی برای مدتی در اختیار صلیبیون بود، اما مجدداً توسط ایوبیان تسخیر شد. سپس، هیئتی از چند مقام کلیسایی اورشلیم، بیروت و انطاکیه به سمت اروپا رهسپار شد. همزمان با عزیمت این هیئت، لوئی نهم یا همان سنت لوئی که در این زمان بیمار بود، نذر کرده‌بود که در صورت بهبودی، در جنگ صلیبی شرکت خواهد کرد. پاپ اینوسنت چهارم که اهدافی جهت بازگرداندن اراضی مقدس داشت، پس از شنیدن گزارش فرستادگان مذهبی شرق در مجمع لیون، ناگریز از پادشاهان و مردم لاتین خواست که در این حمله شرکت کنند و پادشاه فرانسه که اکنون سلامتی خود را به‌دست آورده‌بود، طبق نذر خود، برای شرکت در این جنگ اعلان آمادگی کرد. لوئی پس از ۳ سال تلاش و تهیهٔ مقدمات، در ژوئن ۱۲۴۸ راهی قبرس شد و پس از چند ماه اقامت در قبرس به سمت بندر دمیاط در مصر حرکت کرد. پس از سپری شدن زمستان و گردآمدن نیروهای صلیبی در قبرس، سپاه لوئی که بالغ بر ۲۵ هزار و به نقلی مبالغه‌آمیز، ۱۳۰ هزار نفر بود در ۲۲ مه ۱۲۴۹ از قبرس راهی شهر دمیاط در مصر شد.
دمیاط نخستین آوردگاه بود که در ۵ ژوئن ۱۲۴۹، به‌راحتی به‌دست صلیبیون اشغال شد و امیر فخرالدین یوسف جوینی فرمانده کل سپاه ایوبی شکست خورد تا سپاه صلیبی دو روز بعد وارد شهر دمیاط شود. ملک الصالح نجم‌الدین پیشنهاد معاوضه اورشلیم با دمیاط را به صلیبیون داد که لوئی این پیشنهاد را نپذیرفت. به همین سبب او اردوگاهش را در ۸ ژوئن ۱۲۴۹ به شهر منصوره در جنوب دمیاط منتقل کرد. محل برخورد بعدی شهر منصوره در جنوب دمیاط به سمت قاهره بود. در سال ۱۲۵۰ سردار ایوبی، فخرالدین یوسف جوینی در یکی از حملات صلیبیون کشته شد تا ممالیک به فرماندهی بیبرس بندرقداری کنترل سپاه ایوبی را به‌دست گیرند. در نبرد میان ایوبیان و صلیبیون در منصوره، سپاه صلیبی متحمل تلفات زیاد و سنگین شد و همچنین شاه فرانسه و دو برادرش اسیر ایوبیان شدند.
ایوبیان پس از پیروزی در منصوره، قصد ادامهٔ جنگ با صلیبیون را داشتند اما خود به ناگاه درگیر شبه‌کودتایی نظامی توسط ممالیک شدند و سرانجام دولت ایوبیان مصر منقرض شد تا ممالیک بحری جایگزین آن‌ها شوند. این‌چنین ممالیک نیازمند پول، در عوض دریافت ۸۰۰ هزار بیزانت، پادشاه فرانسه را آزاد کردند و دمیاط را بازپس گرفتند. لوئی پس از آزاد شدن از اسارت به عکا بازگشت و پس از اقامتی ۴ ساله در عکا به دلیل رخ دادن بحران‌هایی در فرانسه به پاریس بازگشت. بدین‌ترتیب، هفتمین جنگ صلیبی ناکامی برای صلیبیون به پایان رسید.

## پیش‌زمینه

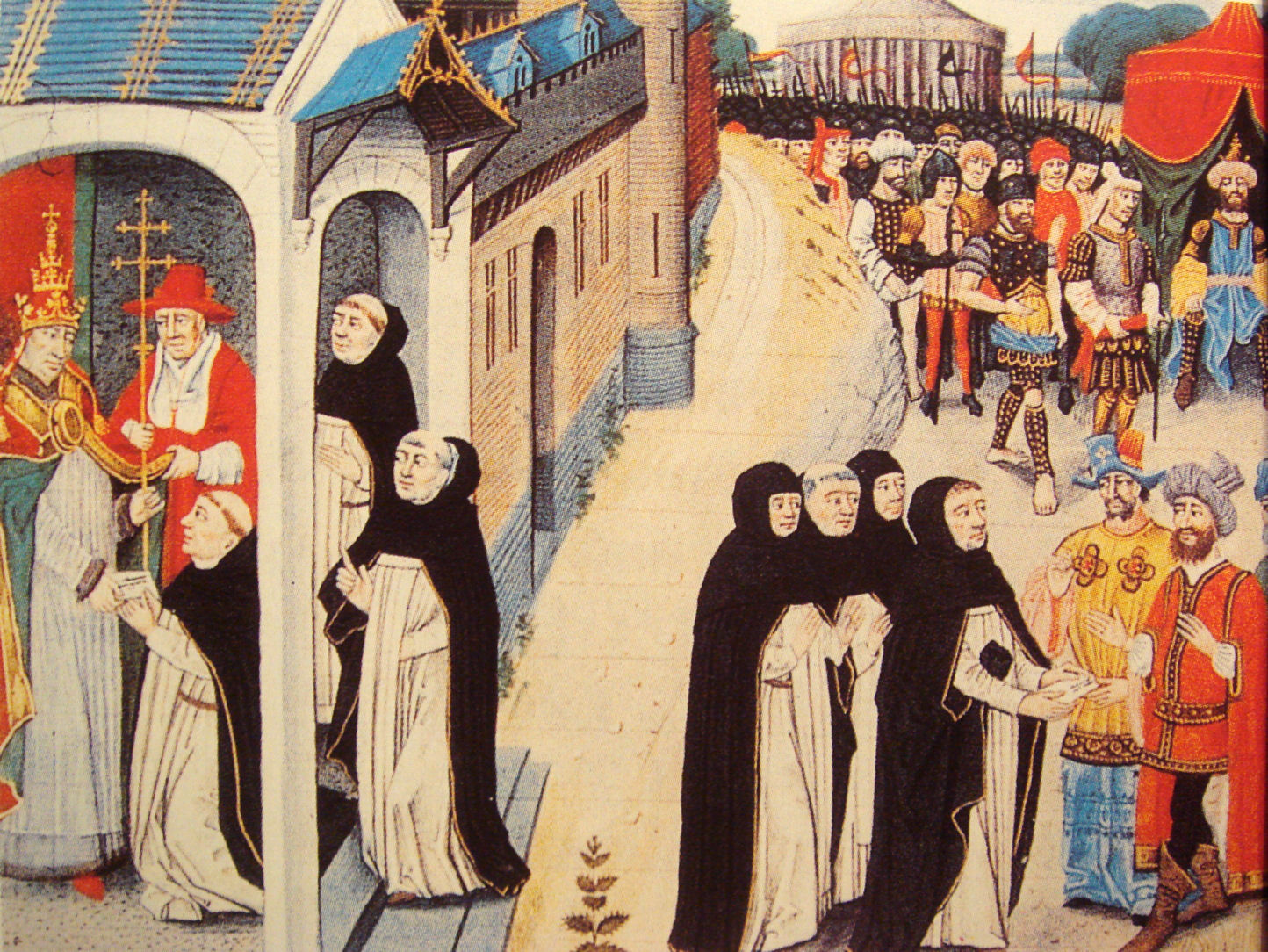
آسسلین لومباردی نامه‌ای از اینوسنت چهارم دریافت کرد و آن را به بایجو سردار مغول فرستاد.

### جنگ صلیبی ششم
در سال ۱۲۲۲ میلادی، جان برین، به قصد تحریک پاپ و پادشاهان غرب اروپا برای تدارک جنگ جدیدی با مسلمانان و نیز یافتن همسر مناسبی برای دخترش یولاند، که وارث تاج و تخت اورشلیم بود، راهی اروپا شد. او و کاردینال پلاجیو در اواخر مه ۱۲۲۲ با پاپ ملاقات کردند و نظر مساعد وی را برای تدارک جنگ صلیبی جدید به دست آوردند. همزمان، جان برین، یولاند را به همسری فردریش دوم، امپراتور پر قدرت مقدس روم، درآورد. فردریش، پس از ازدواج با یولاند، از نمایندگان پاپ که در ژوئیه ۱۲۲۵ به دیدارش رفته بودند، خواست تا حمله به مشرق زمین را دو سال به تعویق بیندازند که پاپ این درخواست وی را پذیرفت.
دو سال بعد، پاپ جدید، گریگوری نهم، از فردریش خواست که به وعده‌اش عمل کند. امپراتور مقدس روم، که به پادشاه اورشلیم ملقب شده‌بود، پس از تعلل بسیار، راهی شرق شد، اما در میانه راه بیمار شد و از این‌رو، فرماندهی سپاهش را بر عهدهٔ بطرک اورشلیم گذاشت و پاپ را نیز از ماجرا مطّلع ساخت. پاپ اقدام امپراتور را نوعی خودداری از رفتن به مشرق دانست؛ پس او را در نوامبر ۱۲۲۷ تکفیر کرد و از شرکت در جنگ‌های صلیبی محروم ساخت. با این حال، در ژوئن ۱۲۲۸، فردریش بدون توجه به فرمان تحریم، با پانصد تن از سواران خود راهی مشرق شد. وی برای اثبات حق حاکمیتش بر جزیره قبرس، حدود یک ماه در آن‌جا اقامت گزید و سپس در سپتامبر ۱۲۲۸ به سمت عکا حرکت کرد. فردریش، به رغم علاقه‌اش به مسلمانان و طرد شدن از طرف پاپ و کمبود نیروی نظامی، بر آن شد تا به حمله‌اش جنبه سیاسی بدهد. شرایط زمانی نیز به او یاری رساند؛ پس از اخراج صلیبیان از مصر، از اواخر ۱۲۲۳ به تدریج میان فرزندان ملک عادل اختلافات شدیدی رخ نمود؛ ملک کامل از فردریش و ملک معظم از جلال‌الدین خوارزمشاه منکبرنی، یاری خواست. فردریش پس از ورود به عکا، با اعزام پیکی نزد ملک کامل به او یادآوری کرد که در پاسخ به درخواست استمداد او آمده و اینک او باید به وعده‌هایش مبنی بر تسلیم اورشلیم عمل کند. پس از مذاکرات طولانی بالاخره در ۱۸ فوریه ۱۲۲۹ قرارداد صلحی به مدت ده سال و پنج ماه میان فردریش دوم و ملک کامل منعقد گردید و به موجب آن شهر اورشلیم و بیت‌لحم، به شرط آن که بناهای مسیحیان در این شهرها بازسازی نشود، به صلیبیون واگذار گردید؛ که این معاهده با مخالفت عمومی مسلمانان روبه‌رو شد. ملک ناصر داود، حاکم دمشق، از شیخ شمس‌الدین سبط ابن جوزی خواست تا در جامع دمشق، با برانگیختن احساسات مردم، به تقبیح این معاهده بپردازد. دیگر گروه ناراضیان، صلیبیون بودند که دستاورد بزرگی را که فردریش بدون جنگ به دست آورده‌بود، به درستی درنیافتند و حتی پاپ علیه املاک فردریش در ایتالیا اقداماتی کرد که وی را ناگزیر نمود در سال ۱۲۲۹ به اروپا بازگردد. بدین‌ترتیب، ششمین جنگ صلیبی به پایان رسید.

### پس از جنگ صلیبی ششم

#### جنگ لمباردی‌ها
پس از پایان یافتن جنگ صلیبی ششم و بازگشت فریدریش به اروپا، وی در سال ۱۲۳۰ توانست با پاپ آشتی و مصالحه برقرار کند تا از زیر فشارهای وارده از جانب دستگاه پاپ خارج شود؛ با این حال وی در اراضی مقدس با مقاومت افرادی همچون جان ابلین روبه‌رو شد که موفق شده‌بود، رهبری تمامی گروه‌های مخالف فریدریش را برعهده بگیرد. درگیری بین نیروهای هوهنشتافن فریدریش و صلیبیون به رهبری جان ابلین با پیروزی جان ابلین همراه بود. از آن پس سلطنت امپراتور فردریش بر اورشلیم ظاهر خود را حفظ کرد اما قدرت واقعی در دست خاندان ابلین قرار گرفت. همزمان با درگیری داخلی میان صلیبیون، ایوبیان نیز درگیر جنگ‌های داخلی شدند. پیوند الکامل و الاشرف به فاصله کوتاهی پس از تسخیر دمشق از بین رفت و دو برادر تا سال ۱۲۳۷ که الاشرف درگذشت، درگیر جنگ داخلی شدید با یکدیگر بودند. پس از آن الکامل موفق شد تا سوریه را متصرف شود اما خود پس از اندک زمانی درگذشت. پس از مرگ وی، حکومت میان دو پسرش تقسیم شد؛ الصالح حکومت سوریه و العادل حکومت مصر را به دست گرفت؛ با این حال این برادران نیز پس از مدتی وارد جنگ با یکدیگر شدند تا اینکه الصالح مصر را فتح کرد اما سوریه را از دست داد.

#### جنگ صلیبی بارونی
با فرارسیدن سال ۱۲۳۹، صلح میان فریدریش دوم با ایوبیان منقضی شد و مسلمانان برای بازپس‌گیری اورشلیم خود را آماده کردند چرا که اورشلیم علناً بی‌دفاع و به‌سهولت قابل محاصره بود. با این حال در همین سال جنگ صلیبی جدیدی به دستور پاپ گریگوری نهم آغاز شد که در آن بارون‌های فرانسوی و انگلیسی شرکت جستند. بدین‌ترتیب این جنگ به جنگ صلیبی بارونی شهرت یافت که تیبالد شامپانی و ریچارد کورنوال رهبری آن را برعهده داشتند.این جنگ سرانجام با پیروزی صلیبیون همراه بود به‌نحوی که صلیبیون موفق شدند، اراضی از دست رفته‌ای همچون عسقلان، صیدا، طبریه، جلیل، بیت‌لحم و ناصره را به دوباره به دست آورند و اراضی صلیبیون را به حدود قبل از نبرد حطین برسانند.
پس از فتح اراضی مقدس توسط صلیبیون، ملک صالح برای جبران این شکست‌ها و بازپس‌گیری سوریه و اراضی مقدس با نیروهای دودمان انوشتگین که در شمال سوریه مستقر شده‌بودند، متحد شد. اورشلیم در این زمان فاقد استحکامات لازم دفاعی در مقابل هرگونه حمله‌ای بود، لذا در سال ۱۲۴۴ توسط نیروهای خوارزمشاهی محاصره شد و به‌سهولت پس از مدت اندکی فتح و تسخیر شد. مسیحیان پس از تسخیر شهر قتل‌عام شدند و کلیساهایی از جمله کلیسای آرامگاه مقدس مسیح به آتش کشیده شد. پس آن ملک صالح توانست مجدداً اراضی که توسط بارون‌ها فتح شده‌بود را به قلمرو ایوبیان بازگرداند؛ تا بار دیگر پادشاهی اورشلیم به یک نوار باریک از بندرهای ساحلی مدیترانه محدود شود.

#### پس از جنگ صلیبی بارونی
با این حال پس از فتح اورشلیم، صلیبیون با کمک هم‌پیمانان خود در حال تشکیل سپاه عظیم که از نظر تعداد با سپاه صلیبی در نبرد حطین برابری می‌کرد، بودند. پس از آمادگی و جمع شدن نیروها، نیروهای هم‌پیمان از عکا به سوی غزه رفتند و سپاه ایوبی که با رهبری رکن‌الدین بیبرس از مصر خارج شده‌بود، عمدتاً متشکل از نیروهای خوارزمشاهی بود. هم‌پیمانان، محفلی نظامی برای مشورت دربارهٔ موثرترین راه‌های جنگی که اجرای آن‌ها ضروری بود، تشکیل دادند. منصور ابراهیم، حاکم حمص و متحد صلیبیون، ماندن در جای خود و سنگربندی آن را پیشنهاد کرد؛ زیرا نیروهای مزدور خوارزمشاهی از حمله به سنگرها و استحکامات پرهیز داشتند و سپاه مصری هم بدون کمک آن‌ها قادر به حمله نبود؛ لذا به مصر عقب‌نشینی می‌کردند. عده‌ای از رهبران صلیبی با منصور ابراهیم موافق بودند؛ لیکن والتر برین به علت بیشتر بودن عدد نیروهای هم‌پیمان، بر حملهٔ مستقیم تأکید و اصرار داشت و در نهایت، راه حمله را در پیش گرفت و تمام سپاه هم از او پیروی کردند.
صلیبیون جناح راست سپاه را تشکیل دادند. دمشقی‌ها و سواران حمص در مرکز سپاه قرار داشتند و سپاهیان کرک نیز جناح چپ سپاه را تشکیل دادند. با این حال در نزدیکی روستای أربیا و هربیا، در جنگی که میان دو طرف در سال ۱۲۴۴ درگرفت، نتیجه به ضرر نیروهای هم‌پیمان شد و در مدت کوتاهی، کل سپاهیان عقب‌نشینی کردند. تاریخ‌نویسانی همچون ابن واصل، تعداد کشته‌ها را حدود ۳۰ هزار نفر تخمین زدند. شماری نیز اسیر شدند و از میان آن‌ها تنها تعداد کمی از فراریان خلاص شدند.

## در تدارک جنگ صلیبی هفتم

### شورای لیون
همزمان با رخ دادن نبرد لا فوربیه و بعد از آن محاصره اورشلیم، کاردینال اورشلیم، سفیرانی را به اروپای لاتین فرستاد که این فرستادگان افرادی همچون جالیران، کشیش بیروت، و آلبرت، اسقف انطاکیه را در برمی‌گرفت تا آن‌ها شرایط پادشاهی اورشلیم و اراضی مقدس را برای پاپ اینوسنت چهارم بازگو کنند و برای ممانعت از نابودی قلمروهای صلیبی از وی و دول لاتین درخواست کمک کنند. در ژوئیه ۱۲۴۵، پاپ انجمنی را در شهر لیون فرانسه تشکیل داد تا تصمیم‌های لازم را در برابر پیشروی مسلمانان اتخاذ کند و نمایندگان کاردینال اورشلیم نیز در این شورا شرکت کردند. فرستادگان در این شورا وضعیت اراضی مقدس و پادشاهی اورشلیم را برای حضار توضیح دادند و در نهایت آماده‌سازی برای جنگی جدید تصویب شد.

### لوئی نهم
لوئی نهم، پادشاه جوان فرانسه که شخصی بسیار متدین و شجاع بود، آرزو داشت امکانات و نیروهای موجود در قلمروی خود را در خدمت مسیح به‌کار گیرد. با رخ دادن نبرد لا فوربیه و شکست صلیبیون از ایوبیان، وی تمامی وقایع اراضی مقدس را زیر نظر داشت. به‌دلیل سیاست‌های فیلیپ دوم (آگوست) و نیز بلانش کاستیل، مادر لوئی و نائب‌السطنه وی، فرانسه در این زمان مبدل به قدرتمندترین و ثروتمندترین دول لاتین شده‌بود. دربارهٔ شخصیت لوئی نوشته‌های بسیاری وجود دارد و تمامی آن‌ها به نکات مثبت شخصیتی وی اشاره دارند. حتی سرسخت‌ترین دشمنانش اذعان کرده‌اند که وی فردی صادق بوده و به شخصیت اخلاقی‌اش انتقادی وارد نبود و پایبندی بی‌نظیری به عدالت داشت.
با این حال لوئی چند عامل برای پیوستن به جنگ صلیبی جدید داشت؛ در حالی که امپراتوری مقدس روم و پادشاهی سیسیل از پشتیبانی جنگ به علت درگیری میان کلیسای کاتولیک و امپراتوری مقدس روم خودداری می‌کردند. در حقیقت امپراتوری فریدریش دوم، سیاستی دوگانه را در قبال این جنگ جدید در پیش گرفته بود؛ به‌گونه‌ای که همزمان با اعطای کمک‌های مادی به صلیبیون در هنگام عبور از سیسیل، با جانشینان الکامل محمد، الصالح ایوب، در خفا ارتباط برقرار می‌کرد و آنها را در جریان آخرین اخبار مرتبط با صلیبیون می‌گذاشت. علاوه بر امپراتوری مقدس روم، انگلستان نیز به‌واسطه درگیری‌های داخلی میان هنری سوم و نجبا و اشراف پادشاهی، نمی‌توانست در این جنگ شرکت کند.

### مذاکره با مغولان

#### مذاکره پاپ با مغولان
در سال ۱۲۴۵، پاپ اینوسنت چهارم، همزمان با دیگر تلاش‌هایش برای نجات مسیحیان و دول مسیحی در اراضی مقدس، دو هیئت نمایندگی به سمت شرق و بارگاه گیوک خان، امپراتور مغول فرستاد. نخستین هیئت اعزامی به ریاست کشیش فرانسیسکویی، جیوانی د پیان دل کارپین، در آوریل ۱۲۴۵ لیون را به سمت شرق ترک کردند و پس از ۱۵ ماه عبور از اروپای شرقی، روسیه و دشت‌های مرکزی آسیا، در اوت ۱۲۴۶ به دربار گیوک خان رسیدند. پس از رسیدن هیئت اعزامی، دل کارپین نامهٔ پاپ را که در آن خان مغول را به مسیحیت دعوت کرده‌بود، تحویل گیوک داد اما گیوک در نامه‌ای ضمن جواب به سؤالات او، مدعَیات مذهبیِ پاپ را رد کرد و از او خواست که به‌همراه تمام شاهان اروپایی به دربار خان مغول بیایند و شخصاً اعلام بندگی و اطاعت کنند.
در سال ۱۲۴۶، پاپ دومین هیئت را به رهبری آسکلین لمباردی، کشیش دومینیکنی، همراه با نامه خود عازم شرق کرد. این هیئت در سال ۱۲۴۷ در تبریز، بایجو نویان، فرماندهٔ مغول را ملاقات کرد و نامه پاپ را نیز تسلیم وی نمود. وی در جواب نامهٔ پاپ، همانند گیوک، درخواست مغولان را دوباره مطرح کرد اما وی دو نماینده به نام آیبگ و سرکیس را به نزد پاپ در لیون فرستاد تا با وی برای شکست دادن ایوبیان و همچنین فتح بغداد مذاکره کنند. با این حال پس از حضور ۱ ساله این دو نماینده در لیون، در سال ۱۲۴۸ پاپ دستور بازگشت آن‌ها را به سمت بایجو صادر کرد.

#### مذاکره لوئی نهم با مغولان
همزمان با مذاکرات پاپ با مغولان و ارسال هیئت‌های نمایندگی به جانب یکدیگر، لوئی نهم که هنوز در قبرس مستقر بود، در دسامبر ۱۲۴۸، دو تن از نسطوریان به نام مارک و دیوید را که از جانب ایل‌چیکدای نویان و از موصل آمده بودند، ملاقات کرد. این دو تن همراه با خود نامه‌ای از جانب فرمانده مغول آورده بودند که در آن مغولان از خواستهٔ قبلی خود در قبال اروپاییان عقب‌نشینی کرده و خود را از حامیان و هواخواهان مسیحیان و مسیحیت معرفی کرده‌بودند. در این نامه ایل‌چیکدای به لوئی پیشنهاد داد که پس از فتح مصر، در آنجا مستقر شود تا وی به بغداد یورش برد. این‌چنین لوئی مانع از رسیدن نیروهای کمکی از مصر و شام به میان‌رودان و بغداد می‌شد. لوئی در جواب نامه فرماندهٔ مغول، هیأتی با سرپرستی آندره لونژومویی به جانب دربار گیوک خان فرستاد تا مذاکرات با مغولان را ادامه دهد؛ اما زمانی که هیئت نمایندگی به مغولستان رسید، گیوک خان مرده بود و همسر بیوه‌اش آغول قیمش به نیابت سلطنت حکومت می‌کرد. با این حال آغول نمایندگان لوئی را مورد تکریم قرار داد اما اعلام کرد که به دلیل مشکلات خانوادگی نمی‌تواند ارتشی را به سمت غرب بفرستد. هیئت نمایندگی پس از ۳ سال به نزد لوئی بازگشت و تنها ره‌آورد مذاکرات وی این بود که مغولان خواستار استمرار ارتباط میان خود با مسیحیان شدند. این جواب برخلاف انتظار و خواسته لوئی بود اما وی امیدوار بود که روزی بتواند با مغولان متحد شود.

### آماده‌سازی سپاه

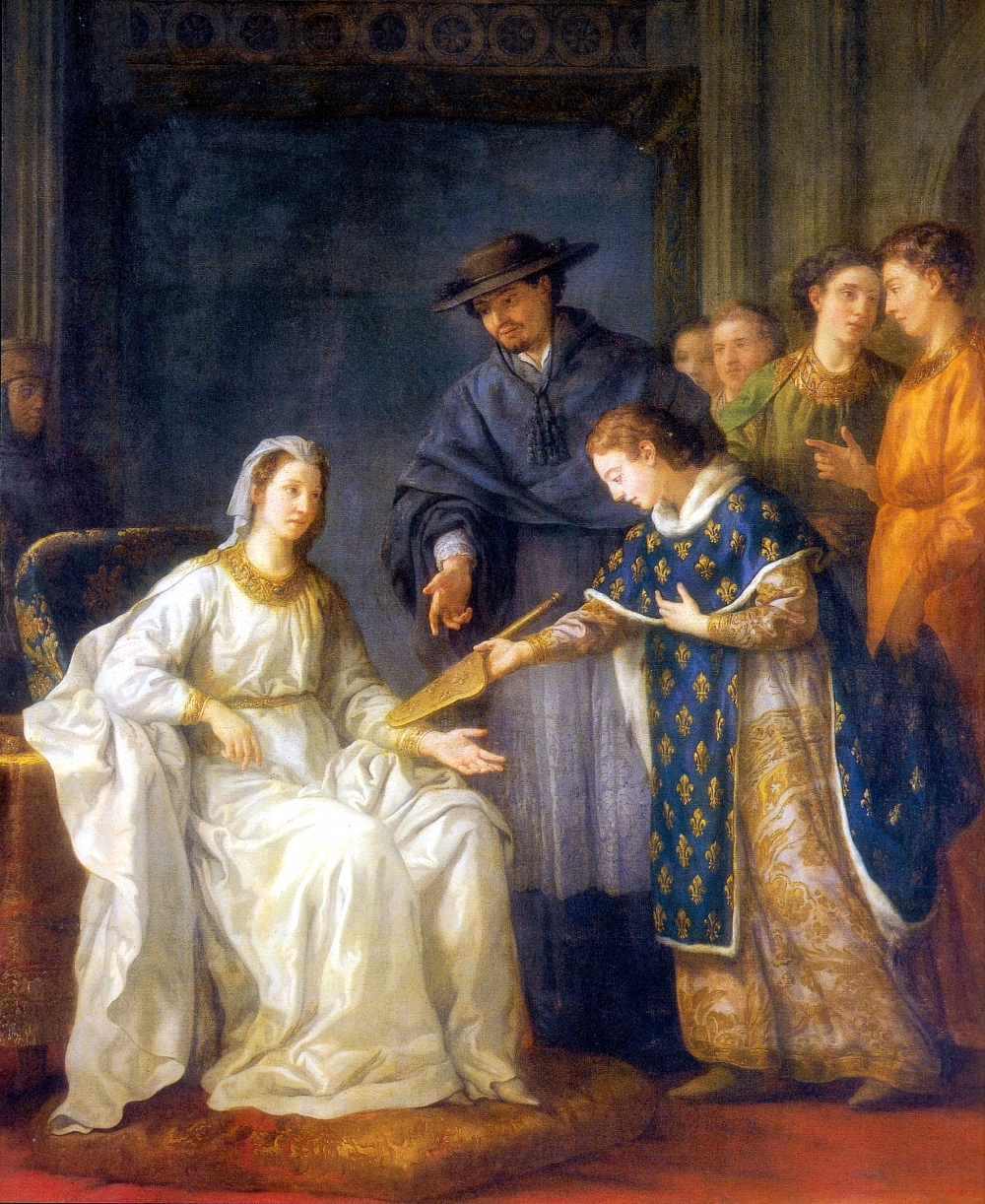
لوئی نهم در حال واگذاری قدرت به مادرش، بلانش کاستیل

آماده‌سازی مقدمات آغاز جنگ توسط لوئی نهم ۳ سال طول کشید؛ زیرا لوئی نهم مصمم بود که جنگ صلیبی تحت فرماندهی وی با تدارکات، هزینهٔ کافی و سازماندهی دقیق انجام شود؛ بنابراین در آماده‌سازی جنگ تمام جوانب را مورد ملاحظه دقیق قرار داد. همچنین پاپ اینوسنت حق استفاده از عشریه روحانیون قلمرو خودش را به پادشاه فرانسه واگذار کرد. لوئی نیز برای تأمین کمک هزینه‌های جنگ، سیستم مالیات‌گیری جدیدی بر درآمد رعایای خود مقرر کرد. وی همچنین برای حرکت به سمت مصر از جانب دریا، قراردادی با ناوگان‌های دریایی بزرگ تجار جنوا و مارسی امضا کرد و انبارهای آذوقه بزرگ در قبرس را با مواد غذایی و آذوقه پر کرد تا از صلیبیون در مناطق جنگی حمایت کند. با این حال ونیزی‌ها که منافع تجاری شان با مصر پیوند می‌خورد، از این اتفاق ناراضی بودند؛ بنابراین راه ناسازگاری با صلیبیون، تحت هدایت لوئی را در پیش گرفتند.
لوئی مجبور بود در مدت غیبتش اوضاع داخلی پادشاهی فرانسه و حکومت خود را سامان بخشد. وی در نخستین گام، مادرش، بلانش کاستیل را به‌عنوان نایب‌السلطنه خود در زمان حضورش در شرق مدیترانه منصوب کرد. سپس توجه خود را معطوف به روابط خارجی به‌خصوص رابطه با پادشاهی انگلستان کرد تا در غیاب او، پادشاه انگلستان صلح را که در این زمان برقرار بود، حفظ کند. پاپ نیز در لیون به پادشاه فرانسه قول داد تا مانع از حملهٔ انگلستان به فرانسه شود. همچنین لوئی با فریدریش دوم، امپراتور مقدس روم، نیز محتاطانه برخورد می‌کرد؛ زیرا در خصومت میان فریدریش با کلیسا، لوئی بی‌طرف ماند اما در سال ۱۲۴۷، با پیشنهاد فریدریش مبنی بر حمله به اقامتگاه پاپ در لیون، لوئی، امپراتوری مقدس روم را تهدید به واکنش متقابل کرد. همچنین فریدریش، پدر کنراد، پادشاه اورشلیم بود و لوئی نمی‌توانست بدون اجازهٔ وی وارد اراضی تحت سلطه‌اش شود. با این حال فریدریش موافقت خود را اعلام کرد.

## علل آغاز جنگ
اروپاییان و لوئی برای شرکت دلایلی داشتند که سبب شد تا خود را برای این جنگ آماده کنند: نخست آنکه در این زمان صلیبیون در اراضی مقدس به‌شدت تحت فشار از جانب ایوبیان و نیروهای مزدور تابع ایوبیان همچون ترکان خوارزمشاهی بودند به‌نحوی که ایوبیان موفق شدند با کمک همین نیروهای مزدور مجدداً اورشلیم را بازپس بگیرند و مناطقی همچون طبریه و عسقلان نیز توسط نیروهای ایوبی بازپس گرفته شد؛ بدین ترتیب نیاز به نیروهای کمکی جهت تقویت پایگاه‌های صلیبی در اراضی مقدس احساس می‌شد. از جهتی دیگر، لوئی قبل از اعلان آمادگی، به‌واسطهٔ بیماری تا نزدیکی مرگ کشانده شد و زمانی که کمی بهبود یافت، نذر کرد اگر شفا گیرد، صلیب حمل کرده و به جنگ مقدس برود. همچنین برخی مورخان معتقدند که حمل صلیب توسط لوئی و تعهد وی برای شرکت در جنگ صلیبی جدید برای نجات صلیبیون مشرق، بر اثر رؤیایی بوده که وی در زمانی بیماری خود دیده‌است. محتوای این رؤیا این بوده که لوئی دو شخص جنگجو را می‌بیند که یکی از آن‌ها مسلمان و دیگری مسیحی است که طی جنگی مسلمان بر مسیحی پیروز و چیره می‌شود؛ بدین‌ترتیب وی این رؤیا را به نیاز صلیبیون در اراضی مقدس، برای کمک و این که این وظیفه به وی محول شده، تعبیر کرده‌است.

## حرکت و سفر لوئی به شرق

### اقامت در قبرس
لوئی در ۲ اوت ۱۲۴۸، پاریس را ترک گفت و بعد از رسیدن به بندر مارسی و اقامت چند روزه در این شهر، با ناوگان جنوا و مارسی به سمت قبرس حرکت کرد. علاوه بر خیل زیادی از فرماندهان نظامی دون پایه، همسر لوئی، مارگارت پرووانس و ۳ بردارش، رابرت کنت دارتوا، آلفونسو کنت پواتیه و شارل کنت آنژو وی را همراهی می‌کردند. علاوه بر خانوادهٔ لوئی، افرادی همچون هوگ دوک بورگوندی، ویلیام کنت فلاندر، کنت بازیل هوگ سن پل، ژان دو ژوانویل و بعضی از امیرانی که در جنگ قبلی شرکت کرده‌بودند، حضور داشتند. همچنین خیل عظیمی از نیروهای انگلیسی تحت رهبری ویلیام ارل سالزبری که نوه هنری دوم بود، در پی حرکت لوئی و همراهانش بودند. از اسکاتلند نیز پاتریک ارل دونبار حضور یافته بود اما با توجه به کهولت سن و بیماری در بندر مارسی درگذشت.
در ۱۷ سپتامبر، ناوگان صلیبیون به لیماسول در قبرس رسید. پادشاه و همسرش در روز بعد پا به خشکی گذاشتند و بعد از مدت کوتاهی، سپاهی که قصد حمله داشت، در قبرس، در بندر لیماسول متمرکز شد و تجمع کرد؛ در حالی که بعضی از نیروها از عکا و اراضی مقدس به قبرس آمده بودند. هانری اول، پادشاه قبرس، در این زمان طبق توافق قبلی با پاپ و لوئی به وضعیت صلیبیون رسیدگی می‌کرد و زمین و آذوقه و کمک‌هایی دیگر برای حمله در اختیار آن‌ها گذاشت. وقتی که بحث و گفت‌وگو دربارهٔ نقشه جنگ صورت گرفت، همه فرماندهان و امیران صلیبی بر حمله به مصر متفق بودند. پس از آن، لوئی نهم تصمیم گرفت تحرکات نظامی را سرعت بخشد؛ ولی شوالیه‌های معبد، مهمان‌نواز و امیران صلیبی در شرق به علت نامناسب بودن شرایط طبیعی، وی را از این تصمیم منصرف کردند چراکه طولی نکشید که بادهای زمستانی وزیدن گرفت و به علت کثرت ریگ‌زارها، نزدیک شدن به دلتای نیل خطرناک بود. طبق گفته ژوانویل، هدف لوئی از اقامت در قبرس در طول زمستان این بود که بتواند به‌طور ناگهانی به مصر حمله ببرد؛ بنابراین در لیماسول منتظر ماند تا فرصتی مناسب برای فریب الصالح ایوب به‌دست‌آورد.
در طول اقامت لوئی در قبرس، شوالیه‌های معبد به پادشاه فرانسه پیشنهاد دادند که در امور ایوبیان که اکنون درگیر اختلافات درونی بودند، دخالت کند. در این زمان ناصر یوسف، حاکم حلب، پسرعمویش، اشرف موسی، حاکم حمص را پس از شکست در نبرد، تبعید کرده بود. اشرف موسی نیز از الصالح ایوب برای مقابله با الناصر کمک خواست؛ و الصالح نیز سپاهی را برای بازپس‌گیری حمص فرستاد. شوالیه‌های معبد از این وضعیت استفاده کرده و با حاکم مصر وارد گفت‌وگو شدند؛ آن‌ها به وی پیشنهاد دادند که در عوض اعزام نیروهای کمکی، وی برخی از مناطق و اراضی را در اختیار آنها قرار دهد. اما لوئی انگیزه‌ای برای توجه نشان دادن به این نقشه نداشت چراکه برای جنگ آمده بود، نه درگیر شدن در مسائل سیاسی؛ بنابراین به شوالیه‌های معبد دستور داد تا ارتباطات خود را با امیران ایوبی قطع کنند و در امور مسلمانان دخالت نکنند.

## پیش از نبرد

### وضعیت صلیبیون
سپاه صلیبی تا مه ۱۲۴۹ همچنان در قبرس مانده بود و سپاه آماده حرکت به سمت مصر نبود. با رسیدن فصل بهار، لوئی از ایتالیایی‌ها خواست تا کشتی‌های بیشتری در اختیارش قرار دهند تا نیروهای وی به سهولت بتوانند به سمت مصر حرکت کنند. ونیزی‌ها که از ابتدا به دلایل سیاسی و تجاری با این جنگ مخالف بودند، درخواست پادشاه فرانسه را رد کردند و تن به همکاری با نیروهای صلیبی ندادند. پیزایی‌ها و جنوایی‌ها نیز در ماه مارس با یکدیگر درگیر شدند و جنوایی‌ها که لوئی روی آن‌ها حساب باز کرده‌بود، از پیزایی‌ها شکست خوردند؛ با این حال کشتی‌های مدنظر تا اواخر ماه مه فراهم شد؛ در طول این مدت لوئی با نمایندگان و حکام مختلف از جمله، هتوم، پادشاه ارمنستان و ماریا برین، ملکه امپراتوری لاتین دیدار کرد. سرانجام با رسیدن نیروهای دوک بورگوندی به قبرس، در ۱۳ مه ۱۲۴۹ صلیبیون شروع به سوار شدن به کشتی‌ها کردند تا آماده حرکت به سمت مصر شوند.

### وضعیت ایوبیان
همزمان با آغاز حرکت صلیبیون به سمت مصر، الصالح با درخواست اشرف موسی در دمشق به سر می‌برد تا پس از آمادگی نیروهایش، به سمت حمص حرکت کند و این شهر را از کنترل اشرف خارج کند. اوضاع شام و به خصوص حمص در این زمان این‌چنین بود که پس از مرگ حاکم حمص، منصور ابراهیم، الصالح ایوب فرزند وی، مظفرالدین موسی را به عنوان حاکم حمص انتخاب و مخاص‌الدین ابراهیم بن اسماعیل بن قرناص را به عنوان نایب حکومت وی منصوب کرد تا حاکمیت خود را بر حمص تثبیت کند. الناصر یوسف، حاکم حلب، بعد از مرگ منصور ابراهیم درصدد استفاده از این شرایط برآمد تا بر این شهر مسلط شود؛ زیرا تسلط بر حمص، حکومت وی بر حلب را در معرض خطر قرار می‌داد اما الصالح توانست حاکم حمص را راضی کند که قلعه شمیمیش در شمال شرق حمص و در نزدیکی سلمیه را به وی واگذار کند. این توافق موجب ترس الناصر شد، چرا که آن را قدمی برای دست‌یابی به حلب می‌دانست؛ بنابراین به حمص حمله برد و مظفرالدین موسی مجبور شد که حمص را در مقابل بخشیدن تل باشر، به وی واگذار کند.
این اتفاقات سبب شد تا الصالح ایوب واکنش نشان دهد و با وجود بیماری سل عازم شام شود تا منازعات شمال شام را دفع کند. با این حال پس از آن که از تجمع صلیبیون در قبرس و آماده شدن آن‌ها برای حمله به شرق باخبر شد، درصدد برطرف کردن مشکلات داخلی‌اش در شام برآمد تا سریع‌تر تمرکز خود را به صلیبیون معطوف کند. نیروهای تحت فرمان وی در سال ۱۲۴۸ میلادی، حمص را محاصره کردند اما با میانجی‌گری فرستاده خلیفه عباسی، شیخ نجم‌الدین بادرانی ــ که حلبی‌ها را به حلب و سپاه الصالح را به دمشق برگرداند ــ، نیروهای الصالح از محاصره حمص دست کشیدند. وی پس از به پایان رسیدن منازعات شام، به سرعت به مصر بازگشت و در اشموم طناح اردو زد تا هنگامی که صلیبیون به دمیاط رسیدند، بتواند در مقابل آن‌ها مقاومت کند. وی به واسطه بیماری‌اش نمی‌توانست رهبری سپاه را برعهده بگیرد؛ بنابراین رهبری سپاه ایوبیان را به وزیرش فخرالدین یوسف بن شیخ الشیوخ واگذار کرد و به وی دستور داد که مانع ورود صلیبیون از راه خشکی شود.

## آغاز جنگ

### محاصره دمیاط

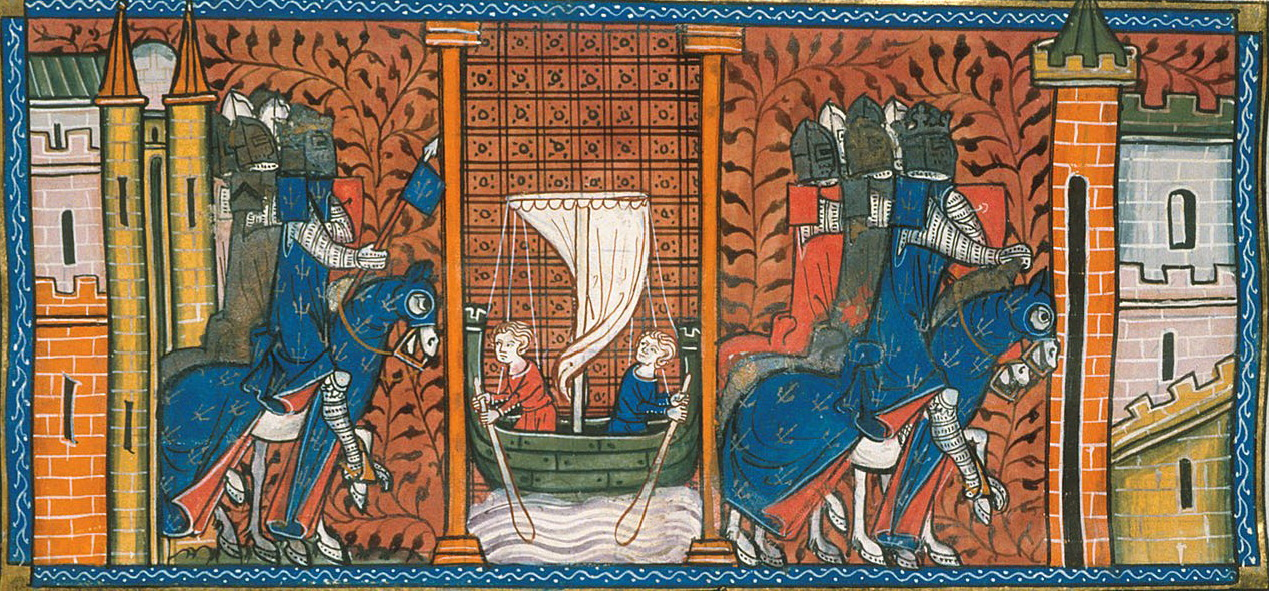
نگاره‌ای از محاصرهٔ دمیاط توسط نیروهای صلیبی در سال ۱۲۵۰ میلادی

اواخر ماه مه ۱۲۴۹ ناوگان صلیبی از قبرس حرکت کرد و ۴ ژوئن به دمیاط رسید. ۳۱ سال پیش، سپاه صلیبی در جنگ پنجم صلیبی، محاصرهٔ این شهر را از اردوی سنگربندی‌شده‌ای واقع در ساحل غربی رود نیل آغاز کرد. لوئی نیز تصمیم گرفت همان روش را پیاده کند. الصالح که مصمم بود اجازه ندهد نیروهای صلیبی از این موقعیت استفاده کنند، به صف‌آرایی نظامیان خود در کرانهٔ رود نیل پرداخت. بسیاری از شوالیه‌ها بر قایق‌های کم‌عمق سوار شدند تا بتوانند در سواحل کنار رودخانه مانور دهند. سپس صلیبیون به یک حملهٔ آبی-خاکی اقدام کردند. وقتی قایق‌ها به ساحل رسیدند، نیروهای صلیبی به ساحل یورش بردند تا با مدافعان ایوبی در ساحل بجنگند. پس از برخورد میان نیروهای دو طرف، چیزی نگذشت که سپاه ایوبی عقب‌نشینی کرد و صلیبیون پادگان‌های ایوبی مستقر در سواحل غربی نیل را تصرف کردند.
با شکست نیروهای مدافع و سقوط پادگان‌های ساحل نیل، وضعیت نیروهای ایوبی و شهر آشفته شد. صلیبیون که در این زمان قصد محاصرهٔ شهر را داشتند، گمان می‌بردند که محاصرهٔ شهر همانند محاصره قبلی، طی جنگ صلیبی پنجم به درازا خواهد کشید اما با توجه به شرایط آشفتهٔ نیروهای ایوبی در دمیاط و ترس مردمان دمیاط، فخرالدین یوسف نیروهای خود را از شهر خارج کرد؛ بدین ترتیب همهٔ مسلمانان بعد از روشن کردن آتش در بازار شهر، شهر را به مقصد پادگان الصالح در اشموم طناح ترک کردند؛ همان‌گونه که بعضی از اعراب کنانه که با الصالح ایوب برای دفاع از شهر پیمان بسته بودند، فرار کردند و دروازه‌های شهر را باز گذاشتند و در مسیر فرارشان از روی پلی که شهر را به کناره غربی نیل وصل می‌کرد، عبور نکردند لذا دمیاط شهری آماده برای فتح صلیبیون باقی ماند و نیروهای صلیبی تحت فرمان لوئی در ۶ ژوئیه ۱۲۴۹ وارد دمیاط شدند و بدون هیچ‌گونه درگیری آن را فتح کردند.

### پس از سقوط دمیاط

#### وضعیت ایوبیان
با سقوط دمیاط، شادی اردوگاه صلیبیون را فراگرفت ولی در مقابل، مسلمانان از سقوط دمیاط وحشت کرده‌بودند. الصالح ایوب نیز از سقوط شهر و عدم مقاومت نیروهایش خشمگین شده‌بود. وی تمامی زیردستانش را سرزنش و آن‌ها را به سبب کوتاهی در دفاع از شهر نکوهش کرد و بیش از ۵۰ نفر از مردان بنی‌کنانه را که سنگرهای دفاعی خود را ترک کرده و گریخته بودند، به دار آویخت. با این حال مسئولیت عمده برعهدهٔ فخرالدین یوسف، فرمانده سپاه ایوبی بود. اگر وی در شهر می‌ماند، می‌توانست در مقابل نیروهای صلیبی مقاومت کند و حتی مانع از ورود آن‌ها به شهر شود. طبق گفتهٔ ژان دو ژوانویل ظاهراً فخرالدین به حکومت تمایل داشته‌است و معتقد بوده که الصالح ایوب به علت شدت بیماری‌اش از دنیا می‌رود. به همین علت وی دمیاط را ترک گفته و به اردوگاه سلطان ایوبی بازگشته است تا پس از مرگ الصالح بتواند به هر مقامی برسد.
در این هنگام زیردستان سلطان ایوبی دربارهٔ آینده خود هراسان و مشکوک شدند و به فکر رهایی از دست او افتادند اما فخرالدین یوسف بین آن‌ها و الصالح واسطه شد و آن‌ها را به صبر دعوت کرد؛ زیرا بعد از ناامیدی پزشکان از معالجه الصالح، مریضی‌اش شدیدتر شده‌بود. مقریزی در باب سقوط دمیاط و مقایسهٔ آن با سقوط آن در طی جنگ پنجم در کتاب السلوک خود گفته‌است که:
دمیاط در زمان ملک الکامل و در وقتی که صلیبیون وارد آن شدند، از نظر ذخایر و شمار مردان جنگی کم‌تر از اوضاع کنونی بود، ولی با این حال صلیبیون تا یک سال [۱۸ ماه] نتوانستند آن را تصرف کند و زمانی عده‌ای از مردم آن با وبا و گرسنگی از دنیا رفتند و این دفعه نیز گروه‌هایی از مردان شجاع بنی‌کنانه بودند لذا نتوانستند طرفی ببندند

#### وضعیت صلیبیون
پس از آن که صلیبیون بر تمام آنچه از آذوقه و مواد در دمیاط بود، مسلط شدند، سریعاً سعی بر تغییر ظاهر شهر دمیاط و تبدیل آن به شهری مسیحی کردند. در اولین گام مسجد شهر را به کلیسایی به نام «نوتردام» تبدیل و اسقفی کاتولیک را برای آنجا تعیین کردند. ساختن شهر و توزیع اقطاعات بین امیران و تجار را به ۳ گروه شوالیه‌های معبد، شوالیه‌های مهمان‌نواز و شوالیه‌های تتونیک محول کردند و دمیاط در طول تابستان ۱۲۴۹ میلادی پایتخت صلیبیون در شرق شد. در این اثنا مریضی الصالح ایوب شدت گرفت؛ به گونه‌ای که نمی‌توانست از بستر بیماری برخیزد؛ بنابراین وی را با نقاله‌ای به منصوره منتقل کردند تا بر امور سپاه نظارت کند و او هم از قاهره درخواست کمک کرد. در همین اثنا بادیه‌نشینانی از ریف به راه افتادند تا این که به دیوارهای شهر دمیاط رسیدند و هر فرد صلیبی را که بیرون از شهر می‌دیدند، می‌کشتند. بدین ترتیب لوئی مجبور شد برای حفاظت از لشکریانش نگهبانانی بگمارد و اطراف دیوار شهر خندقی حفر کند.
با فتح دمیاط انتظار می‌رفت که لوئی از پیروزی‌اش در دمیاط برای نابودی قدرت ایوبیان در مصر و فتح قاهره استفاده کند، مخصوصاً زمانی که اوضاع داخلی ایوبیان به واسطه بیماری الصالح ایوب دشوار و ناآرام بود؛ با این حال او ۵ ماه در دمیاط اقامت نمود که در این زمان هیچ اتفاق خاصی رخ نداد و لوئی از ضعف قوای ایوبی هیچ استفاده‌ای نکرد. طبق گفتهٔ ژان دو ژوانویل، لوئی در این زمان منتظر طغیان رودخانهٔ نیل بود ــ که سبب شکست صلیبیون طی جنگ پنجم صلیبی شده بود ــ و همچنین وی منتظر رسیدن بردارش، آلفونس بود که به همراه کمک‌هایی که لوئی درخواست کرده‌بود، عازم شرق شده‌بود.
در اواخر ژوئیه، زمان برنامه‌ریزی برای مرحلهٔ بعدی فرا رسید. چرا که آب نیل در این زمان کم شده‌بود و آلفونس با امکانت همراه خود به دمیاط رسیده‌بود. صلیبیون در این زمان شورایی نظامی تشکیل دادند و در آن دربارهٔ اتخاذ تصمیم‌های بعدی مشورت کردند. بعضی از فرماندهان، از جمله پطرس، کنت بریتانی و امیران صلیبی شرق تأکید بر حمله به اسکندریه و تسخیر سواحل مصر را داشتند؛ مخصوصاً که در آن کشتی‌هایی بسیار برای گذشتن از شعبه رود نیل وجود داشت و نتیجه این عمل آن بود که ارتباط مصر را با دنیای خارج قطع و آن را از تجارت محروم کنند. همان‌گونه که آن‌ها فوراً برای الصالح ایوب که از ناچاری طلب صلح می‌کرد، مجلسی تشکیل دادند؛ لیکن برخی دیگر از جمله رابرت، کنت ارتوا و برادر پادشاه فرانسه، حمله به قاهره را ترجیح می‌دادند و لوئی نیز نظر آن‌ها را برای حمله به قاهره پذیرفت.

## حمله به قاهره

### مرگ الصالح ایوب
صلیبیون و حتی مدافعان شهر با ترک خانواده‌شان در دمیاط، به کناره شرقی نیل منتقل شدند و از طریق منصوره به سمت قاهره حرکت کردند. در این زمان الصالح ایوب در منصوره از دنیا رفت. مرگ وی در این اوضاع سخت، به علت نبود فرد شایسته برای جانشینی سریع او در حکومت و در جنگ با صلیبیون خسارت بزرگی محسوب می‌شد؛ ولی همسرش شجره‌الدر که به شرایط آشفته و ناآرام واقف بود، فوراً در صحنه حاضر شد؛ وی از ترس برهم خوردن اتحاد مسلمانان، مرگ همسرش را پنهان کرد. در همان زمان پیکی به نزد پسر بزرگش، توران‌شاه ــ تنها شاهزاده ایوبی که در قید حیات بود و در حصن کیفا به سر می‌برد ــ فرستاد و از وی درخواست کرد که سریعاً به مصر بازگردد و ادارهٔ حکومت را به عهده گیرد. تا رسیدن وی به مصر، شجره‌الدر با همکاری وزیر فخرالدین یوسف ادارهٔ امور را برعهده گرفت و با وجود احتیاط‌های او در مخفی نگه‌داشتن مرگ الصالح ایوب، صلیبیون از فوت وی باخبر شدند؛ لذا از این فرصت برای وارد کردن ضرباتی محکم بر مسلمانان استفاده و خود را مهیا کردند؛ زیرا حکومت ایوبی با این وضعیت خود، طولی نمی‌کشید که مضمحل می‌شد و بر این اساس بود که صلیبیون بر حمله به قاهره اصرار ورزیدند.

### شرایط پیش از جنگ

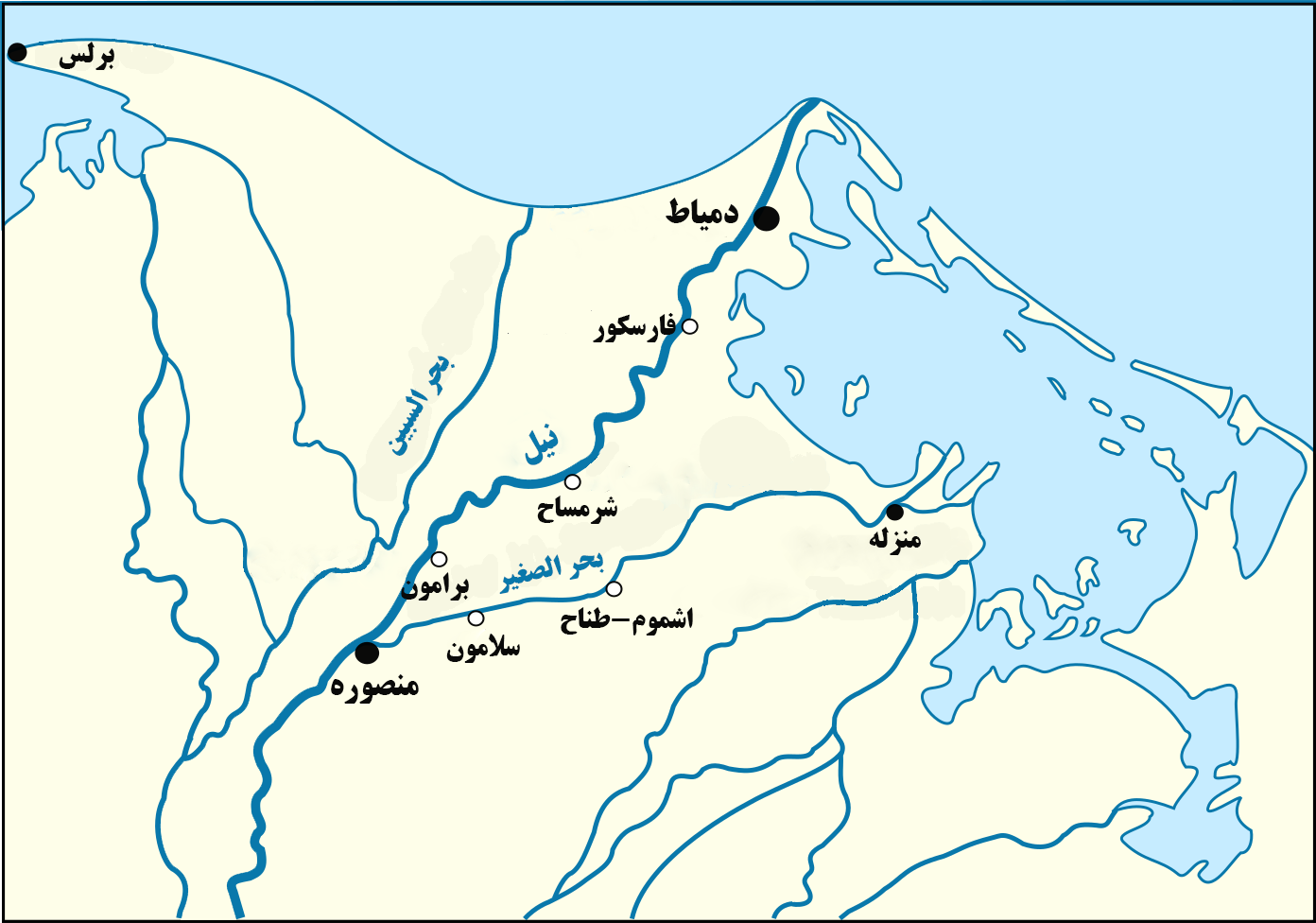
نقشه دلتای نیل و موقعیت جغرافیایی منطقه میان دمیاط و منصوره

طبق گفتهٔ ژوانویل راهی که صلیبیون برای حرکت به سمت قاهره انتخاب کرده‌بودند، راهی پر از آبراهه، قنات و شعبه‌های رودخانهٔ نیل بود که پس از آن‌ها منطقهٔ أشموم قرار داشت که عبور از آن به سختی صورت می‌گرفت. این شرایط موقعیت مناسبی برای امیر فخرالدین یوسف بود تا از این اوضاع طبیعی برای دشوار کردن حرکت صلیبیون استفاده کند؛ پس بیشتر قوای خود را در پشت جزیرهٔ دمیاط نگه داشت و عده‌ای سوارانش را فرستاد تا هنگام عبور از کنار هر قنات، در میان صفوف صلیبیون ناآرامی ایجاد کنند و آن‌گاه وی حمله‌های ناگهانی را بر ضد صلیبیون سازماندهی می‌کرد. با وجود حملات پراکندهٔ نیروهای ایوبی، لوئی نهم با کندی و احتیاط جلو می‌رفت تا در ۱۴ رمضان/دسامبر به برامون بین شرمساح و منصوره رسید. سپاه وی در کناره جزیره دمیاط در سمت منصوره گردهم آمدند و دریای أشموم بین آن‌ها و مسلمانان جدایی انداخت.
لوئی نهم و سپاه صلیبی وقتی متوجه سختی شرایط شدند که تقریباً دیدند در این منطقه محاصره شده‌اند و نمی‌توانند به منصوره بروند و مسلمانان در کنارهٔ غربی رود، روبه‌وری آن‌ها قرار دارند؛ ولی صلیبیون اقدام سوران ایوبی در عبور از جزیرهٔ دمیاط برای حمله به باقی‌مانده سپاه صلیبی را ناکام گذاشتند. در ۸ فوریه ۱۲۵۰، سپاه صلیبی توانست از دریای اشموم ار راه مخاضمه سلامون با کمک یکی از مسیحیان مصر عبور کند. شوالیه‌های معبد به‌طور ناگهانی به لشکرگاه ایوبی حمله بردند. فخرالدین یوسف مدت زمانی را برای جمع کردن افراد نیاز داشت تا از حمله آن‌ها جلوگیری کند، ولی طولی نکشید که در کمینی که شوالیه‌های معبد برای وی ایجاد کرده‌بودند، افتاد. مسلمانان به راست و چپ پراکنده شدند، عدهٔ بسیاری از نیروهای ایوبی از جملهٔ فخرالدین یوسف کشته شدند و عده‌ای دیگر نیز به منصوره گریختند.

### نبرد المنصوره

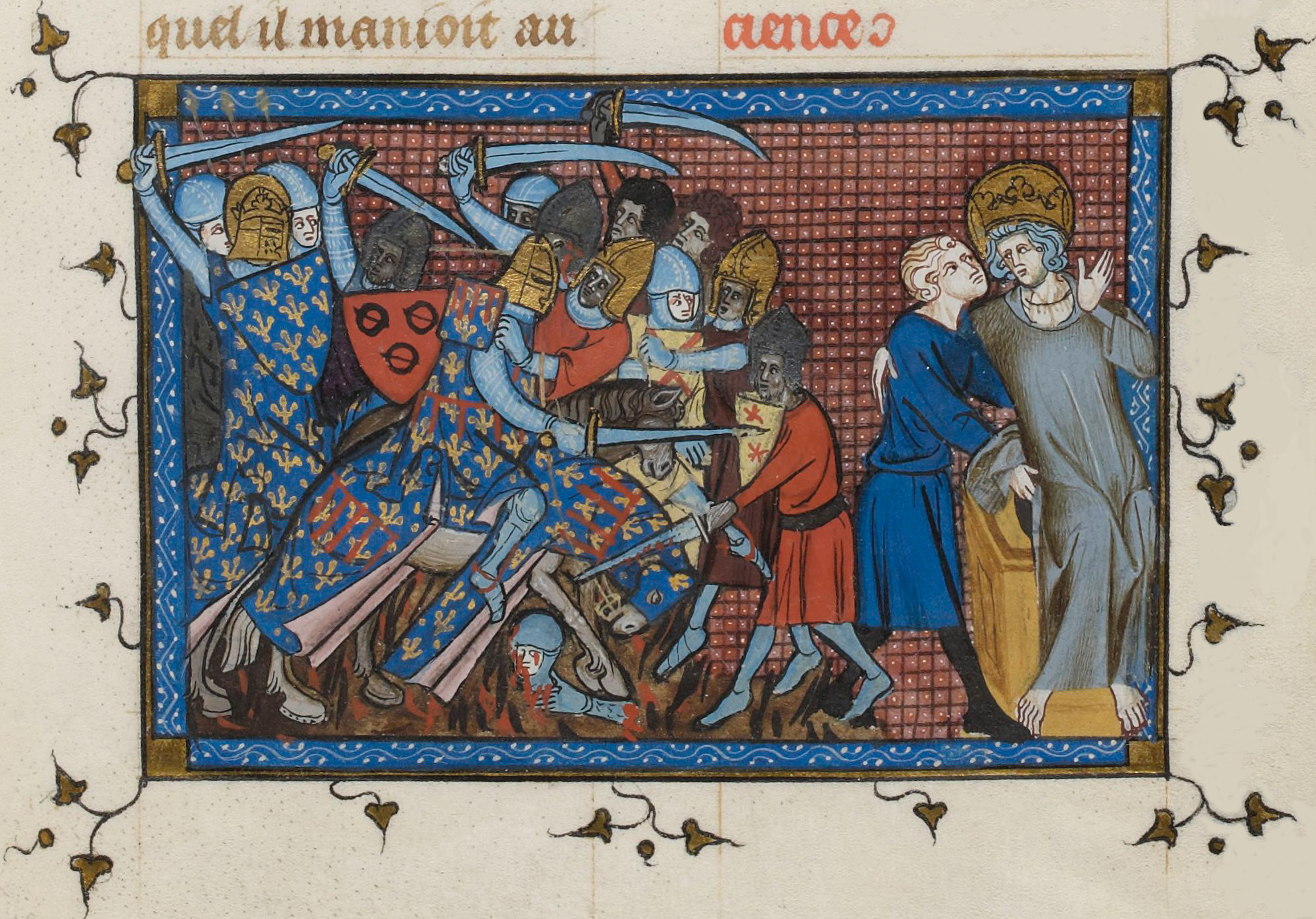
نگاره‌ای از نبرد المنصوره

با عقب‌نشینی نیروهای ایوبی به سمت دیوارهای شهر المنصوره، رابرت، کنت ارتوا، پس از گذر از گذرگاه سلامون بر اردوگاه ایوبیان مسلط شد؛ اما پس از این پیروزی به ناگاه به سمت المنصوره برای نابود کردن سپاه ایوبی حرکت کرد و با درخواست شوالیه‌های معبد مبنی بر آن که منتظر سپاه اصلی به رهبری لوئی نهم باشند یا توصیهٔ بعضی از آن‌ها به رعایت احتیاط و پرهیز توجهی نکرد و برای حمله به سمت المنصوره شتاب نمود.
در این زمان رکن‌الدین بیبرس از فرماندهان مملوک سپاه ایوبی، در رأس سپاهی متشکل از ممالیک صالحی، فرماندهی دفاع از شهر المنصوره را برعهده گرفت. وی سپاهش را در تقاطع راه‌ها مستقر کرد و دروازه‌های شهر را باز گذاشت تا سواره‌نظام صلیبی که به سمت شهر حمله برده‌بودند وارد شهر شوند و به دیوار قلعه المنصوره برسند. سپس بیبرس به همراه نیروهایش از راه‌های فرعی به سواره‌نظام صلیبی یورش برد و در نتیجه، نیروهای صلیبی به سرعت محاصره و در دام افتادند؛ بدین‌ترتیب اکثر سواره‌نظام صلیبی در محاصرهٔ نیروهای ممالیک کشته شدند. این شکست سبب شد تا موقعیت نیروهای صلیبی در برابر ایوبیان که اکنون با کمک ممالیک قدرت یافته بودند، تضعیف شود.
لوئی که از تار و مار شدن سواره‌نظامش ناراحت بود، برای مقابله با نیروهای مملوک دست به آماده‌سازی نیروهایش برای مقابله با ممالیک زد. وی ابتدا دستور ساخت پلی از صنوبر بر روی مدخل جزیره دمیاط را صادر کرد تا بتواند همراه با سپاه خود از روی آن عبور کند و همچنین کمانداران خود را دور از نیل مستقر کرد تا هنگام عبور نیروهایش از پل، در صورت ضرورت از آن‌ها مراقبت کند؛ اما نیروهای ممالیک موقعیت خود را تا ۱۱ فوریه ترک نکردند. در این زمان ممالیک به لشکرگاه صلیبیان حمله کردند که در نهایت با مقاومت نیروهای صلیبی به فرماندهی لوئی، عقب‌نشینی کردند و به المنصوره بازگشتند.

#### ورود توران‌شاه به صحنه نبرد و نبرد فاریسکور
با ورود نیروهای ایوبی، صلیبیون در شرایط سختی قرار داشتند؛ آذوقه آن‌ها کم شده‌بود و تعدادی از نیروهای خود را در نبرد المنصوره و دفاع از لشکرگاه از دست داده‌بودند؛ همچنین بیماری‌های مختلف در اردوگاه آن‌ها رواج پیدا کرده‌بود. با این حال لوئی به مدت ۸ هفته در اردوگاه خود در برابر شهر المنصوره منتظر ماند تا شاید به واسطهٔ اخباری که به وی رسیده‌بود، کودتایی در مصر صورت گیرد تا بتواند از موقعیت مناسب حداکثر استفاده را ببرد.
توران‌شاه پس از آن که در راه عزیمت به مصر، در دمشق به عنوان سلطان برگزیده شد، در ۲۱ فوریه ۱۲۵۰، به المنصوره رسید. در همان زمان مرگ الصالح ایوب اعلام شد و شجره‌الدر ادارهٔ امور را به وی سپرد. توران‌شاه برای پیروزی کامل بر نیروهای صلیبی دست به طراحی نقشه‌ای زد که متضمن پیروزی آن‌ها بر لوئی نهم بود. وی دستور داد تا مجموعه‌ای از کشتی‌های کوچک بسازند و آن‌ها را به شاخه‌های مختلف نیل سفلی منتقل کنند و در آبراهه‌هایی که از آن‌ها منشعب می‌شدند، مستقر کنند تا به کشتی‌های صلیبی حامل آذوقه حمله برند. با این کار ارتباط صلیبیون با دمیاط و مرکز تدارکات‌شان مسدود شد. طبق گفتهٔ مقریزی صلیبیون با این اقدام توران‌شاه، تعداد زیادی از کشتی‌های خود که شمار آن‌ها به ۵۸ عدد می‌رسید را از دست دادند. بدین‌گونه امدادرسانی به صلیبیون به‌طور کامل قطع شد و وضعیت آن‌ها دشوارتر از قبل شد و سرانجام با این اقدام در محاصرهٔ نیروهای ایوبی قرار گرفتند.
لوئی با پی بردن به شرایط پیش آماده، دریافت که امکان حمله به سمت قاهره وجود ندارد لذا دستور بازگشت و عقب‌نشینی به سمت دمیاط را صادر نمود. نیروهای صلیبی تمامی چوب و الوارهایی که در اختیار داشتند را به آتش کشیدند. همچنین مرکب‌های خود را از بین بردند تا بتوانند به سمت دمیاط فرار کنند و لوئی در این زمان دریافت که عقب‌نشینی به سمت دمیاط راحت نخواهد بود چرا که نیروهای ایوبی و ممالیک برای تعقیب آن‌ها خواهند آمد؛ لذا پیش از آغاز عملیات عقب‌نشینی، به مذاکره با توران‌شاه توسل کرد؛ بر این اساس پیشنهاد داد که دمیاط را در مقابل به دست آوردن اورشلیم ترک کند اما به‌واسطه وضعیت و موقعیت ضعیف‌تر وی نسبت به توران‌شاه، سلطان ایوبی پیشنهاد وی را رد کرد.
در بامداد آوریل ۱۲۵۰ عقب‌نشینی صلیبیون آغاز شد. اما در حین فرار مهندسان صلیبی فراموش کردند پلی را که برای گذر از نهر کوچک ساخته بودند، خراب کنند؛ لذا طولی نکشید که ممالیک به دنبال سپاه صلیبی از پل گذشتند و عملیات تعقیبی منظم را اجرا کردند و از هر سو به سمت آن‌ها حمله بردند. با وجود حملات، صلیبیون توانستند با مقاومت به شرمساح واقع در میانهٔ راه المنصوره و دمیاط برسند ولی در آنجا لوئی بیمار شد و ممالیک موفق شدند نیروهای صلیبی را محاصره و در فارسکور از همه سو به آن‌ها حمله کنند. لوئی بیمار نتوانست در برابر نیروهای ایوبی پایداری کند و سرانجام پس از محاصره نیروهایش، از نیروهای ایوبی شکست سختی خورد و تقریباً تمامی نیروهایش کشته، مجروح یا اسیر شدند. خود لوئی نیز پس از شکست اسیر شد و در میان اسرا به المنصوره منتقل و طبق گفتهٔ مقریزی و نویری در خانهٔ ابراهیم بن لقمان حبس شد. بدین ترتیب جنگ هفتم صلیبی که با تدارکات عظیمی از جانب جهان مسیحیت لاتینی آغاز شده‌بود، با شکست سخت نیروهای صلیبی به پایان رسید.

## اسارت لوئی نهم
پس از شکست لوئی از نیروهای مسلمان، مسلمانان تمام تمرکز خود را نه تنها به دمیاط بلکه به تمامی اراضی صلیبیون در شام و اراضی مقدس اختصاص دادند. بدین ترتیب سعی بر استفاده از اسارت لوئی برای بازپس‌گیری مناطق اراضی مقدس کردند، اما وی اظهار داشت که این مناطق تحت حاکمیت وی نیست بلکه در اختیار کنراد چهارم پسر فریدریش دوم، امپراتوری مقدس روم است. با این حال توران‌شاه به تلاش‌های خود ادامه داد تا لوئی را به پذیرش این درخواست وادارد. اما با پافشاری و مخالفت لوئی مواجه می‌شد که وی قدرتی در واگذاری مناطق ندارد. بدین ترتیب بعد از تلاش نافرجام توران‌شاه برای بازپس‌گیری مناطق با استفاده از لوئی، وی تصمیم گرفت که به اراضی تحت حاکمیت صلیبیون حمله برد؛ و سرانجام در ازای آزادی لوئی، پادشاه فرانسه، وی را به شرایط صلحی به شرح ذیل واداشت:
- پرداخت مبلغ ۵۰۰ هزار لیر تورناوی (معادل ۱ میلیون بیزنته) به ایوبیان؛
- آزادی اکثر اسرای مسلمان در اختیار صلیبیون؛
- بازپس دادن دمیاط به سلطان ایوبی؛
- قرارداد صلحی به مدت ۱۰ سال.

سرانجام لوئی نهم با پذیرفتن این شرایط تحمیل شده، به محترم شمردن این قرارداد سوگند خورد. با این حال لوئی همچنان تا زمان پرداخت مبلغ فدیه خود، در اسارت سلطان ایوبی در المنصوره باقی ماند.

## کودتا ممالیک و کشته شدن توران‌شاه
باوجود پیروزی ایوبیان بر صلیبیون و بستن قرارداد صلح میان آن‌ها، توران‌شاه به واسطهٔ سیاست‌هایی که در قبال ممالیک در پیش گرفته‌بود، موجب ناراحتی آن‌ها شد؛ اما وی با تهدید ممالیک بحری، آنها را از پست‌های مهم برکنار و از مراکز قدرت دور ساخت و سرانجام دستور دستگیری‌شان را صادر کرد. شجره‌الدر، مادر توران‌شاه نیز به واسطهٔ رویه پسرش از وی دل‌چرکین شد و او را متهم به پنهان ساختن ثروت پدرش کرد؛ اما او نیز با تهدید توران‌شاه روبه‌رو شد. این امر موجب شد تا وی به ممالیک بحری شکوه برد و به آن‌ها یادآور شد که شوهرش استاد آن‌ها بوده‌است و ممالیک نیز به وی وفادار بوده‌اند.
علاوه بر سیاست‌های توران‌شاه، وی از اطرافیان و نزدیکان خود نیز به شدت تأثیر می‌پذیرفت؛ آن‌ها دل نگرانی وی را دربارهٔ ممالیک بحری و شجره‌الدر برانگیخته و او را تشویق کردند که آن‌ها را از میان ببرد تا خطرشان از بین برود. این سیاست توران‌شاه سبب شد که ممالیک بحری کینهٔ وی را به دل گیرند و از نیت توران‌شاه نسبت به خود به هراس بیفتند. در نتیجه تصمیم گرفتند که پیش از سرکوب شدن خود، وی را طی کودتایی به قتل برسانند. شجره‌الدر نیز که از نیت توران‌شاه می‌ترسید، آنان را یاری نمود. گروهی از امرای بحری، از جمله فارس‌الدین اقطای، بیبرس بندقداری، قلاوون صالحی و ایبک ترکمانی این کودتا را رهبری می‌کردند. در بامداد ۲ مه ۱۲۵۰ در حالی که توران‌شاه در حال آماده شدن برای حرکت به سمت دمیاط بود؛ بیبرس به خیمه توران‌شاه هجوم برد و تنها توانست دست وی را قطع کند؛ توران‌شاه در حالی که زخمی بود، از خیمه خود گریخت و به برجی در نزدیکی نیل پناه برد. ممالیک که در حال تعقیب وی بودند، برج را به آتش کشیدند، اما توران‌شاه بازهم از مهلکه گریخت و خود را به نیل پرتاب کرد؛ وی سرانجام توسط شناکنان ممالیک دستگیر شد. در این‌جا بود که وی از ممالیک درخواست ترحم نمود و پیشنهاد کرد که در قبال واگذاری حکومت، وی را به جزیره تبعید کنند اما ممالیک به درخواست وی اعتنا نکردند و بیبرس با شمشیر خود، توران‌شاه را به قتل رساند تا حکومت ایوبیان مصر به پایان برسد.

### شرایط پس از سقوط ایوبیان مصر
پس از کودتای ممالیک و کشته شدن توران‌شاه، شورایی برای تصمیم‌گیری در رابطه با انتخاب حاکم و سلطان صورت گرفت. باوجود اختلافات میان ممالیک، سرانجام ممالیک تصمیم گرفتند که شجره‌الدر به‌عنوان عهده‌دار حکومت انتخاب گردد. باوجود انتخاب شجره‌الدر، المستعصم بالله، خلیفه عباسی، از انتخاب وی به عنوان حاکم انتقاد کرد و ممالیک را به علت حاکم کردن یک زن سرزنش نمود. ممالیک که اکنون مورد انتقاد قرار گرفته‌بودند، تصمیم گرفتند تغییراتی در رأس حکومت انجام دهد؛ لذا برای خروج از این شرایط، پیشنهاد ازدواج شجره‌الدر با عزالدین ایبک را دادند که با موافقت شجره‌الدر همراه بود؛ در سال ۱۲۵۰ شجره‌الدر پس از ازدواج با عزالدین ایبک، از حکومت خلع شد و عزالدین ایبک به جای وی به قدرت رسید.
با در اختیار گرفتن قدرت مصر، اکنون لوئی در اسارت ممالیک قرار داشت. ممالیک در ابتدا مایل نبودند که به شرایط توافق‌نامه‌ای که توران‌شاه با لوئی امضا نموده، عمل کنند اما به خاطر شرایط سخت ممالیک و درگیری‌های آن‌ها با ایوبیان شام، سرانجام متوجه شدند که نیازمند پول فدیه و شهر دمیاط که شهر تجاری مهمی در مصر بود، هستند. بدین‌ترتیب آن‌ها طبق معاهدهٔ توران‌شاه با لوئی عمل کردند و در ۶ مه ۱۲۵۰، دمیاط به نیروهای ممالیک تسلیم شد و لوئی نیز به همراه دیگر نجبای اسیر شده رده‌بالا، آزاد شدند. در ۸ مه فرانسویان ۴۰۰ هزار از ۵۰۰ هزار مبلغ تعیین شده را پرداخت نمودند؛ بدین ترتیب پادشاه فرانسه اجازه یافت تا مصر را ترک کند، اما برخلاف قرارداد ممالیک هزاران گروگان دیگری را که هنوز در اختیار داشتند آزاد نکردند.

## پس از جنگ

### لوئی نهم پس از جنگ صلیبی هفتم

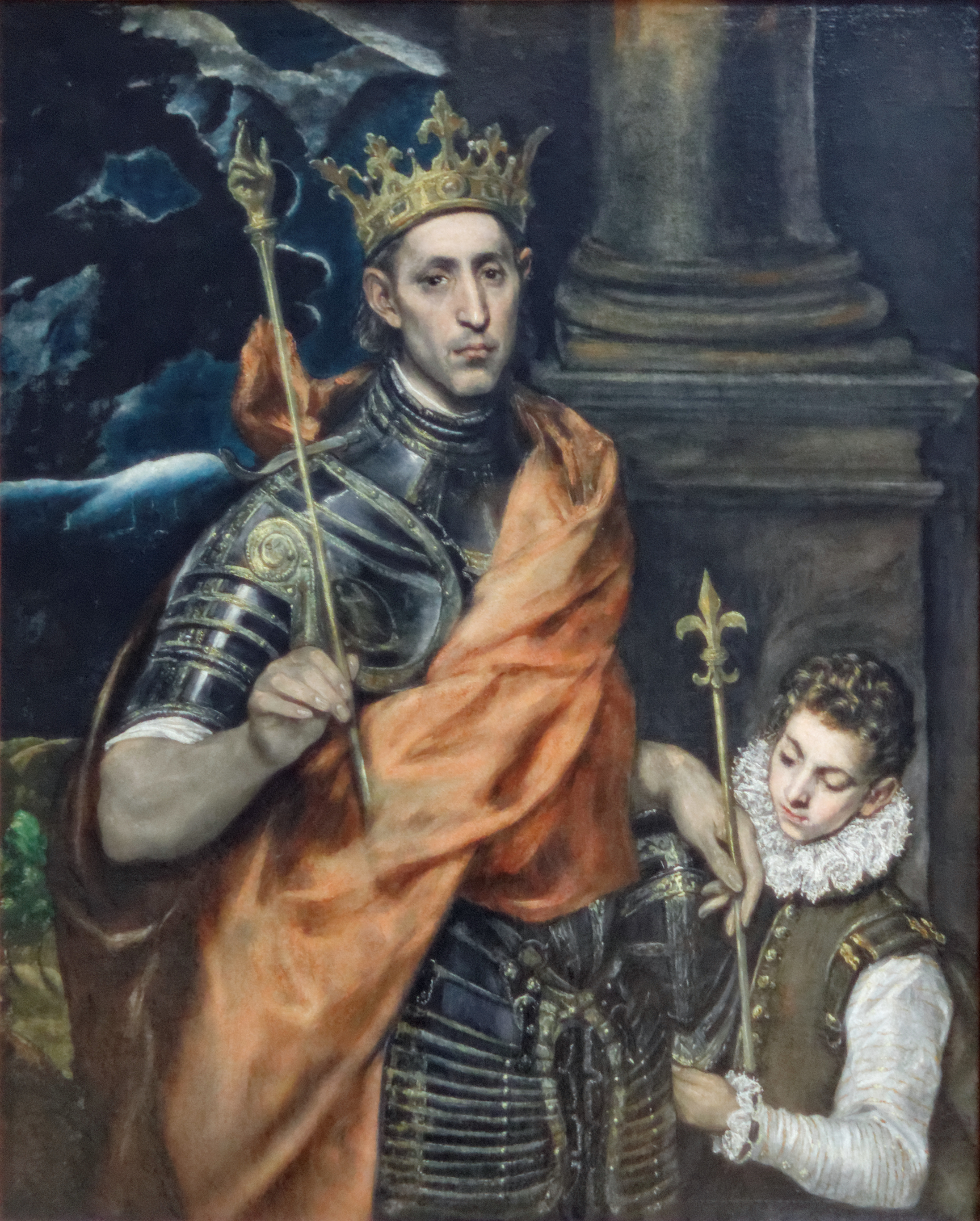
نگاره‌ای از لوئی نهم

پس از آزاد شدن لوئی، وی به عکا مقر نیروهای صلیبی بازگشت تا ضمن کمک به صلیبیون برای بازسازی مواضع دفاعی‌شان، منتظر فرصتی دوباره برای تدارک حمله‌ای دیگر به مسلمانان شود. وی ۴ سال در عکا، قیصریه و یافا ماند اما به‌علت بحران‌های فرانسه در بهار سال ۱۲۵۴ به پاریس بازگشت. در همین زمان بحران میان ممالیک و ایوبیان شام بر سر مالکیت مصر شدت گرفته‌بود که این باعث می‌شد تا یکی از طرفین درگیر با صلیبیون وارد گفتگو و مذاکره شده و گاه نیازهای پادشاه فرانسه را تأمین کند. اما درخواست مستعصم، آخرین خلیفه عباسی بغداد، از دو دولت ایوبیان و ممالیک مبنی بر صلح و آشتی با یکدیگر، لوئی را از بهره‌بردن از اختلافات آن‌ها ناامید کرد و حتی ارتباط وی با نزاریان شام و مغولان برای همکاری با صلیبیون جهت شکست مسلمانان نیز در ابتدا مؤثر واقع نشد؛ بنابراین وی بدون دستاورد خاصی به سمت فرانسه بازگشت. با این حال او قصد داشت پس از آرام کردن اوضاع داخلی فرانسه، دوباره به سمت شرق و اراضی مقدس حرکت کند تا کار نیمه‌تمام خود را به پایان برساند. بیبرس که در این زمان سلطان ممالیک در مصر بود، با آگاهی از تصمیم وی، اقداماتی نظیر محافظت از مصب نیل، گسترش و تقویت باروهای شهرهای بندری مصر و غیره انجام داد و منتظر حمله لوئی به مصر شد. اما لوئی که پیشتر قصد حمله به اراضی مقدس از مسیر مصر را داشت، به دلایلی از این کار منصرف و به سمت تونس که در دستان دولت حفصی بود، لشکرکشی کرد.

### شرایط شرق
با کشته شدن توران‌شاه، سلطان ایوبی، و برافتادن دولت ایوبیان در مصر به دست ممالیک، در این قلمرو دولتی جدید توسط ممالیک بحری که از فرماندهان و جنگاوران ترک بودند، شکل گرفت. آن‌ها نخست جزء نیروهای پیشتاز صلاح‌الدین ایوبی بودند و سپس طی دوره‌های بعد به مراتب بالاتر سیاسی رسیدند. با این حال پس از جنگ صلیبی هفتم، دول اسلامی درگیر دشمنی دیگر به نام امپراتوری مغول به رهبری هولاکوخان از جانب شرق شدند که پس از برانداختن خلافت عباسی در بغداد، به سمت غرب در حال پیشروی بود. اما ممالیک به رهبری سیف‌الدین قطز، توانستند مغولان را که تا آن زمان در عراق و شام شکست نخورده بودند، در نبرد عین‌جالوت شکست دهند و شرایط مناسبی برای برقراری قدرت بزرگ در مصر و شام ایجاد کنند که این اتفاق در دورهٔ سلطان بعدی یعنی بیبرس رخ داد. وی پس از فارغ شدن از اختلافات میان ممالیک بحری و ممالیک معزی، جنگ فراگیری را علیه صلیبیون __ که در این زمان با مغولان در برابر ممالیک همکاری می‌کردند و حتی اجازهٔ ورود آن‌ها را به قلعه‌های خود می‌دادند ــ در اراضی مقدس آغاز کرد. با این حال پس از چند جنگ با ایزابلا، حاکم بیروت صلح کرد تا تمرکز خود را معطوف به مسائل شمال آفریقا کند.
بیبرس بین سال‌های ۱۲۶۳ و ۱۲۶۸ به دولت‌های صلیبی شام که تحت‌الحمایه مغولان بودند، یورش بود. وی شوالیه‌های مهمان‌نواز و شوالیه‌های معبد را شکست داد و ارسوف، حیفا و برخی مناطق دیگر را در سال ۱۲۶۵ تصرف کرد. در سال بعد به پادشاهی ارمنی کیلیکیه یورش برد و شهرهای طرسوس، آدانا و موپسوئست را غارت کرد. سپس در سال ۱۲۶۷ عکا و در سال ۱۲۶۸ انطاکیه و یافا را تصرف کرد. به این ترتیب شاهزاده‌نشین انطاکیه منقرض گردید. در این زمان بیبرس متوجه تحرکات لوئی برای آغاز یک جنگ صلیبی دیگر شد. پس از یک سال متارکه جنگ با هیو سوم، پادشاه اورشلیم، به مصر بازگشت.

### جنگ صلیبی هشتم
در پی سقوط انطاکیه و دیگر شهرهای شام و انقراض شاهزاده‌نشین انطاکیه به دست ممالیک مصر، پاپ کلمنت چهارم برای حفظ آخرین بقایای قلمرو صلیبیون در شام اقدام به فراخوان جنگ صلیبی دیگری کرد. لوئی نهم که همچنان پس از گذشت چهارده‌سال از بازگشتش به فرانسه به دلیل شکست و اسارتش در مصر، به فکر انتقام از مسلمانان و به ویژه مصریان بود، بر آن شد تا تدارکات یک حملهٔ جدید صلیبی به مشرق زمین ببیند. وی از پاپ خواست تا شاهان و امیران اروپا را به شرکت در یک حملهٔ جدید صلیبی فراخواند. در پی فراخوان پاپ، برخلاف لوئی که شور و اشتیاق بسیاری برای تدارک و شرکت در این جنگ داشت، بیشتر پادشاهان و فرمانروایان اروپایی کوچک‌ترین تمایلی به حضور یا مشارکت در این حمله از خود نشان ندادند. سپس، لوئی که از کمک دیگران ناامید شده‌بود، بر آن‌شد تا به تنهایی، با بهره‌گیری از تسهیلات، حمایت کلیسا و پاپ دست به حمله بزند.
لوئی نهم، در سال ۱۲۷۰ پاریس را به قصد بندر ایگوس-مورتس واقع در جنوب فرانسه، که محل تجمع نیروها بود، ترک کرد. پس از سه ماه انتظار در ایگوس-مورتس، بندر را به سوی جزیره ساردنی ترک کردند. پس از رسیدن به ساردنی و پیوستن نیروهای متحد لوئی، صلیبیون عازم تونس شدند و پس از دو ماه سفر دریایی، به سواحل قرطاجنه رسیدند و در خرابهٔ شهر قدیمی کارتاژ مستقر شدند. در این زمان دولت حفصی که وارث خلافت موحدون بودند، در افریقیه بر سر قدرت بودند. شرایط سختی برای صلیبیون که در سواحل قرطاجنه مستقر بودند، رقم خورد. طی ماه‌های بعد اعلام جهاد علیه صلیبیون، شبیخون‌های حفصیان و بیماری در اردوگاه صلیبیون به وجود آمد و سرانجام با مرگ لوئی در ۲۵ اوت ۱۲۷۰ بر اثر بیماری، صلیبیون در شرایط سخت، مجبور به پیشنهاد صلح به محمد المستنسر، سلطان و خلیفه حفصی، شدند که پس از چند روز قرارداد صلح میان طرفین بسته شد و شرایط میان حفصیان و دول اروپایی به شرایط پیش از جنگ بازگشت.

#### لاتین و فرانسوی

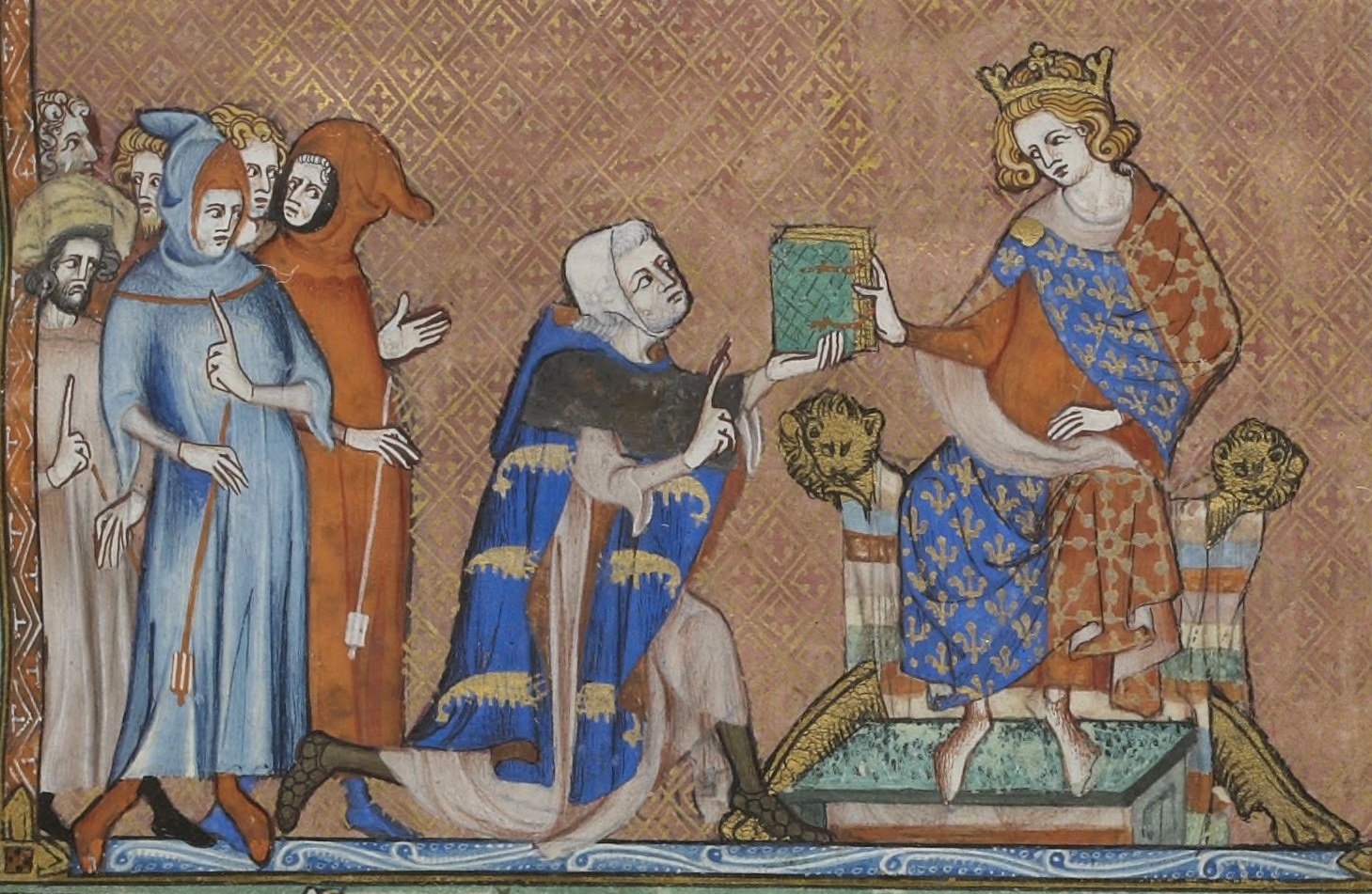
نگاره قرن چهاردهم میلادی از ژان د ژوانویل در حال اهدای کتاب خود، وی دِ سَن لوئی، به لوئی نهم، پادشاه فرانسه

## منبع‌شناسی